# Adam Archuleta
(en) Statistiques sur pro-football-reference
Adam Jason Archuleta (né le 27 novembre 1977 à Rock Springs) est un joueur américain de football américain.

## Lycée
Archuleta va à la Chandler High School de Chandler. Il reçoit les honneurs de la ligue régionale et de l'État de l'Arizona.

## Carrière

### Université
Il entre à l'université d'État de l'Arizona. Lors de la saison 1996, il est redshirt et s'entraine. En 1997, il est nommé linebacker remplaçant mais entre lors de tous les matchs, taclant à dix-sept reprises. Il apparaît aussi dans l'escouade spéciale. Pour la saison 1998, il est nommé titulaire, jouant tous les matchs de la saison, faisant soixante-quinze tacles, cinq sacks et dix-huit tacles pour des pertes.
En 1999, il fait une bonne saison étant nommé meilleur joueur de l'équipe des Sun Devils pour la saison 1999 et nommé dans l'équipe de la saison de la conférence Pac-10 après avoir fait 111 tacles, cinq sacks et vingt-et-un tacles pour des pertes. En 2000, il entame sa dernière année à l'université où il est nommé meilleur joueur défensif de l'année de la conférence Pac-10 et nommé pour la seconde fois consécutive dans l'équipe de la saison de la conférence. Il est un des trois finalistes pour le Dick Butkus Award, récompensant le meilleur linebacker de l'année au niveau universitaire. Il établit son plus grand nombre de tacle en une saison avec 127, quatre sacks et quinze tacles pour des pertes.
Archuleta se classe au quatrième rang de l'histoire de l'université des tacles pour des pertes avec cinquante-quatre. En quatre saisons dans l'équipe, il fait 330 tacles (202 seul) avec quatorze sacks, six fumbles récupérés et cinq provocation de fumble.

### Professionnel

#### Rams de Saint-Louis
Adam Archuleta est sélectionné au premier tour du draft de la NFL de 2001 par les Rams de Saint-Louis au vingtième choix. Il signe un contrat de cinq ans à sept millions de dollars avec trois millions de prime de signature. Pour sa première saison en NFL (rookie), il joue treize matchs dont douze comme titulaire et est nommé dans l'équipe des rookies de la saison 2001 par les magazines The Football News et Pro Football Weekly. Pour cette saison, il termine sixième des Rams avec quatre-vingt-un tacles. Il fait aussi sept tacles pour des pertes, deux sacks, cinq passes déviées, deux provocations de fumble et un récupéré. En 2002, il passe un cap, titulaire à tous les matchs de la saison, faisant 149 tacles, 2,5 sacks, une interception ainsi que quatre passe déviées. 
La saison suivante, il est titulaire à treize matchs et fait 101 tacles, cinq sacks, cinq tacles pour des pertes, une interception. Il est celui qui sacke le plus parmi les defensive back (le poste de safety est considéré comme defensive back) avec cinq sacks. Il est nommé joueur défensif du mois de novembre 2003 pour la National Football Conference. En 2004, Adam reste un élément majeur de l'équipe en faisant 123 tacles, deux sacks, cinq tacles pour des pertes. Le 18 novembre 2004, contre les Buccaneers de Tampa Bay à Monday Night Football, il est nommé avec le receveur Torry Holt, meilleur joueur du match après avoir fait six tacles et fait perdre le ballon au running back de Tampa Bay Michael Pittman, l'avoir récupéré et marqué un touchdown après avoir parcouru quatre-vingt-treize yards. Le 14 novembre 2004, il est nommé joueur de la semaine de l'escouade spéciale pour la NFC après avoir taclé à deux reprises sur des kick return.

#### Redskins de Washington
Après la fin de la saison 2005, le contrat de Archuleta arrive à expiration et il devient un des agents libres les plus expérimentés et courtisés sur le marché. Les Redskins de Washington mettent la main à la poche et Archuleta signe un contrat de six ans d'une valeur de trente millions de dollars (dont environ dix millions en garantie) ; cette transaction devient la plus chère de l'histoire de la NFL pour un safety. Le contrat est signé le 14 mars 2006. Néanmoins, Archuleta ne joue que sept matchs comme titulaire sur seize joués, effectuant cinquante tacles. Il est surtout présent avec l'escouade spéciale, faisant dix-sept tacles lors des kickoffs et punt. Archuleta est remplacé par Troy Vincent et joue définitivement en special team. Le 28 décembre 2006, Archuleta fait part de son mécontentement vis-à-vis du staff technique, reprochant aux Redskins de ne pas le laisser jouer.

#### Bears de Chicago
Relégué à un poste de seconde zone et la naissance d'une certaine tension entre lui et le staff débouche sur l'échange d'Adam Archuleta aux Bears de Chicago contre le sixième choix des Bears lors du draft de 2007. Archuleta signe un contrat de trois ans où il doit toucher environ huit millions de dollars sur cette période. Le safety retrouve son entraineur Lovie Smith, qui l'a entraîné pendant une période chez les Rams. Il joue quinze matchs dont dix comme titulaire, faisant une interception, provoquant un fumble et le récupérant et fait soixante-et-un tacles. Le 6 mai 2008, la franchise de Chicago libère Archuleta de tout contrat. Durant sa seule saison avec Chicago, Archuleta empocha la somme de cinq millions cent mille dollars.

#### Échec chez les Raiders
Le 11 août 2008, Archuleta signe avec les Raiders d'Oakland. Les projets de l'équipe sont de le positionner au poste de linebacker. Néanmoins, l'essai n'est pas concluant et les Raiders ne le sélectionne pas dans la liste des cinquante trois hommes pour l'ouverture de la saison 2008. Il est libéré le 30 août 2008.

#### Retraite
Après avoir passé une saison sans équipe, l'United Football League, concurrente de la National Football League organise son premier draft et Archuleta est choisi lors de ce draft par les Locomotives de Las Vegas mais il ne signe aucun contrat avec l'équipe et donc n'apparaît à aucune reprise sur une pelouse de l'UFL. Après cela, il prend sa retraite.

## Palmarès

### Université
- Équipe de la saison pour la conférence Pac 10 en 1999 et 2000
- Joueur défensif de l'année 2000 pour la conférence Pac 10

### Professionnel
- Joueur défensif du mois de novembre 2003 pour la NFC
- Co-meilleur joueur du match Rams de Saint-Louis/Buccaneers de Tampa Bay le 18 novembre 2004 avec Torry Holt
- Joueur de la semaine de l'escouade spéciale de la NFC après le match Rams de Saint-Louis/Seahawks de Seattle le 14 novembre 2004